# Konstantin Madert
Konstantin Madert (* 15. Juni 1988 in Detmold) ist ein deutscher Handballtorwart. Er spielt derzeit für den Drittligisten Wilhelmshavener HV.

## Karriere
Madert begann 1995 im Alter von sechs Jahren bei der HSG Detmold/Hiddesen Handball zu spielen. 2002 ging er nach Halle (Saale), besuchte dort die Sportschulen Halle und spielte die nächsten drei Jahre für die SG HC Einheit Halle. In der A-Jugend wechselte er dann zum TBV Lemgo. Seine erste Station im Seniorenbereich war dann ab 2007 der Bundesligist TuS N-Lübbecke. Kurze Zeit später wurde er mit einem Zweitspielrecht ausgestattet und spielte somit während seiner dreijährigen Vertragslaufzeit fast ausschließlich für andere Vereine. Von Oktober 2007 bis zum Saisonende für den TV Verl in der Oberliga, in der Saison 2008/09 für den TuS Spenge in der Regionalliga West und 2009/10 für die HSG Barnstorf-Diepholz in der Regionalliga Nord. Danach nahm ihn der damalige Zweitligist GWD Minden unter Vertrag. Hier spielte Madert vornehmlich in der zweiten Mannschaft in der 3. Liga. Am Ende der Saison 2011/12 hatte er dann allerdings aufgrund einer Verletzung von Stammtorhüter Jens Vortmann Spielanteile bei der ersten Mannschaft und schaffte mit Minden den Aufstieg in die Bundesliga. Nachdem sein auslaufender Vertrag nicht verlängert worden war, ging er in die erste norwegische Liga zu BSK/NIF. Nach einem Jahr folgte der Wechsel innerhalb Norwegens zu Follo HK. Im Dezember 2013 kehrte er nach Deutschland zurück und schloss sich DJK Rimpar aus der zweiten Bundesliga an. Nach zweieinhalb Jahren folgte im Sommer 2016 der Wechsel zum TV Emsdetten. Zur Saison 2021/22 wechselte er zum Drittligisten Eintracht Hildesheim. Im Sommer 2023 schließt er sich dem Wilhelmshavener HV an.

## Erfolge
- Aufstieg in die Handball-Bundesliga 2012

## Privates
Madert machte am Dietrich-Bonhoeffer-Berufskolleg in Detmold sein Fachabitur und ist gelernter Industriekaufmann.